# Schmelzflussindex
Die Schmelze-Volumenfließrate (englisch MVR = Melt Volume-flow Rate oder ehemals und bis heute oft umgangssprachlich als Melt Volume Rate oder MVI = Melt Volume Index bezeichnet) dient zur Charakterisierung des Fließverhaltens (Formmassenprüfung) eines Thermoplasten bei bestimmten Druck- und Temperaturbedingungen. Die Bestimmung der Schmelze-Massefließrate erfolgt analog der Schmelze-Volumenfließrate und unterscheidet sich im Messergebnis durch die Schmelzedichte. Es ist ein Maß für die Viskosität einer Kunststoffschmelze. Daraus lässt sich auf den Polymerisationsgrad, also die mittlere Anzahl von Monomereinheiten in einem Molekül schließen.
Der MVR/MFR nach ISO 1133 wird mittels eines Kapillarrheometers ermittelt, wobei das Material (Granulat oder Pulver) in einem beheizbaren Zylinder aufgeschmolzen und unter einem durch die Auflagelast entstehenden Druck durch eine definierte Düse (Kapillare) gedrückt wird. Ermittelt wird das austretende Volumen bzw. Masse der Polymerschmelze (des sogenannten Extrudats) als Funktion der Zeit. Ein wesentlicher Vorteil der Schmelze-Volumenfließrate liegt in der einfachen Messung des Kolbenwegs bei bekanntem Kolbendurchmesser zur Bestimmung des ausgetretenen Schmelzevolumens. Im Gegensatz dazu müssen bei der Schmelze-Massefließrate die abgestochenen Schmelzestränge gewogen werden und es entsteht ein zusätzlicher Aufwand für die Handhabung.
{\displaystyle MVR={\frac {Volumen}{10\,\mathrm {min} }}}
oder
{\displaystyle MFR={\frac {Masse}{10\,\mathrm {min} }}}
Die Einheit für den MVR ist cm³/10 min, für den MFR g/10 min.
Beispiel: MFR/190/5 (Prüftemperatur 190 °C, Masse 5 kg) von Hostalen GM5010T2 (Polyethylen) = 0,4 – 0,7 g/10 min
Wird ein Kunststoff – beispielsweise durch Chemikalienangriff oder Strahlung – so geschädigt, dass ein Kettenabbau einsetzt, so verringert sich seine Schmelzviskosität und die Schmelze-Volumenfließrate steigt.
Auch Materialverunreinigungen oder Fehler während der Verarbeitung können den MVR/MFR negativ beeinflussen.
Der MVR/MFR sagt nur indirekt etwas über die Fließeigenschaften von Kunststoffen aus, er ist vielmehr ein Wert, der in der Qualitätssicherung Anwendung findet.

## Hauptanwendungsgebiete der Schmelze-Volumenfließrate/Schmelze-Massefließrate
- Produktionskontrolle
- Wareneingangskontrolle
- Schadensanalyse/Kundenreklamation

Typische Prüfbedingungen einiger Kunststoffe
|                   | Prüflast/kg | Prüflast/kg | Prüflast/kg   | Prüflast/kg | Prüflast/kg  | Prüflast/kg  | Prüflast/kg |
| Prüftemperatur/°C | 0,325       | 1,2         | 2,16          | 3,8         | 5            | 10           | 21,6        |
| ----------------- | ----------- | ----------- | ------------- | ----------- | ------------ | ------------ | ----------- |
| 125               | EVA         |             |               |             |              |              |             |
| 150               |             |             | EVA           |             |              |              |             |
| 190               |             |             | PE EVA POM    |             | PE PP        |              | PE WPC      |
| 200               |             |             |               |             | PS           |              |             |
| 220               |             |             |               |             |              | ABS SAN ASA  |             |
| 230               |             |             | PP            | PMMA        | PP PVDF      |              |             |
| 235               |             |             | PA-12 PA-11   |             | PA-12 PA-11  | PA-11        |             |
| 250               |             |             | PBT           |             |              |              |             |
| 260               |             |             | PBT           |             | PMP          | PMMI         |             |
| 275               |             |             |               |             | PA           |              |             |
| 280               |             | PPE/PS      | PET PPE/PS    | PPE/PS      | PPE/PS       |              |             |
| 300               |             | PC          | PPE/PS        |             | PA-GF PPE/PS | PPE/PS       |             |
| 315               |             |             |               |             | PPS          |              |             |
| 330               |             |             | PC            |             |              | PA6T         |             |
| 340               |             |             | PC            |             |              | PEI          |             |
| 343               |             |             | PSU           |             |              |              |             |
| 360               |             |             |               |             |              | PES PPSU PSU |             |
| 400               |             |             | PES PPSU PEEK |             |              |              |             |

Quellen: DIN Taschenbuch Thermoplastische Formmassen, CAMPUS-Datenbank, Werkstoffdatenblätter der Hersteller

## Messunsicherheit
Zur Schmelze-MasseFließrate (MFR) stehen Ringversuchsdaten zur Verfügung. Die Vergleichstandardabweichung sR ist in einem breiten Bereich linear von der MFR abhängig. Ihr relativer Wert – sR,rel – kommt je nach Werkstoff gewöhnlich zwischen 3 und 8 % zu liegen. Deutlich höhere sR,rel-Werte werden jedoch für die meisten Polykondensate beobachtet, wenn die Probe nicht nach ISO 1133-2 vorbehandelt wird. Ringversuchsdaten, die auf Polykondensaten mit geeigneter Probenvorbehandlung basieren, liegen noch nicht vor. sR ist ein guter Schätzwert für die Standardunsicherheit u.